# Pheroliodes intermedius
Pheroliodes intermedius är en kvalsterart som först beskrevs av Hammer 1961.  Pheroliodes intermedius ingår i släktet Pheroliodes och familjen Pheroliodidae. Inga underarter finns listade i Catalogue of Life.